# مسابقه دانش مغز
مسابقه بین‌المللی دانش مغز یا المپیاد دانش‌آموزی دانش مغز (انگلیسی: International Brain Bee) که در سال ۱۹۹۹ توسط دکتر نوربرت میسلینسکی و با پشتیبانی انجمن علوم اعصاب به عنوان بزرگترین رقابت علمی علوم اعصاب در جهان برای دانش‌آموزان دبیرستانی بنیان نهاده شد. داوطلبان این مسابقه در سطوح مختلف محلی، ملی و بین‌المللی در بین از ۱۵۰ حوزه در ۳۰ کشور جهان باهم به رقابت می‌پردازند. در سال ۱۳۹۵، برای سومین‌بار این مسابقه در ایران زیرنظر انجمن علوم اعصاب ایران و با حمایت ستاد توسعه علوم و فناوری‌های شناختی، به صورت کشوری و در دو مرحله برگزار شد.